# Blanka
Blanka – imię żeńskie wywodzące się od hiszpańskiej wersji francuskiego imienia Blanche lub z germańskiego blankus, blanchus „biała”. W niektórych językach występuje również w formie Bianka.
Blanka imieniny obchodzi: 7 października i 1 grudnia.
W Kościele katolickim patronką tego imienia jest święta Blanka Kastylijska – królowa Francji, matka świętego Ludwika i zakonnica. 
Forma Bianka prawdopodobnie jest spolszczeniem włoskiego imienia Bianca, które pochodzi od francuskiego Blanche i znaczy biała, jasnowłosa lub niewinna, czysta. Może być także zapożyczeniem z niemieckiego, gdzie Bianka jest formą imienia Blanka.
Wśród imion nadawanych nowo narodzonym dzieciom Blanka zajmuje 50. miejsce w grupie imion żeńskich.
Znane osoby noszące imię Blanka:
- Blanka de Burbon (1339–1361) – królowa Kastylii i Leónu
- Blanka Burgundzka – tytularna królowa Francji
- Blanka d’Évreux – królowa Francji
- Blanka I z Nawarry – królowa Nawarry
- Bianca Balti – włoska modelka
- Bianca Beauchamp – kanadyjska modelka erotyczna
- Blanka Kaczorowska – agentka i denuncjatorka Gestapo w Armii Krajowej
- Blanche Lincoln – amerykańska polityk i senator ze stanu Arkansas
- Blanka Lipińska – polska autorka książek
- Bianca Rech (ur. 1981) – niemiecka piłkarka
- Bianca Maria Sforza – cesarzowa niemiecka
- Blanka Stajkow – polska wokalistka
- Blanka Vlašić – chorwacka skoczkini wzwyż
- Blanka Winiarska – tancerka, trenerka tańca w programie Taniec z gwiazdami